# ورم الأديم الظاهر العصبي البدائي في الجهاز العصبي المركزي
ورم الأديم الظاهر العصبي البدائي في الجهاز العصبي المركزي، هو أحد الأنواع الثلاثة لأورام الجهاز العصبي المركزي المضغية التي حددتها منظمة الصحة العالمية (الورم الأرومي النخاعي والورم العصوي المسخي اللانموذجي). يعتبر ورمًا مضغيًا لأنه ينشأ من خلايا متمايزة جزئيًا أو ما تزال غير متمايزة منذ الولادة. عادةً ما تكون هذه عبارة عن خلايا ظهارية عصبية، وهي خلايا جذعية ستتحول إما إلى خلايا دبقية أو خلايا عصبية. قد ينشأ في أي موقع ضمن النخاع الشوكي والمخ وقد يكون له مواقع منشأ متعددة، مع احتمال كبير لحدوث انبثاث عبر السائل الدماغي الشوكي.
يشمل بّي إن إي تي خمسة أنواع فرعية من الأورام: ورم الخلايا البدائية العصبية والورم الأرومي العصبي العقدي والورم النخاعي الظهاري والورم الأرومي البطاني العصبي وبّي إن إي تي غير المحدد. يشبه الورم الأرومي النخاعي من الناحية النسيجية ولكنه يختلف عنه بالعوامل الوراثية وموقع الورم. يعد مرضًا نادرًا، إذ غالبًا ما يصيب الأطفال، ويمثل 1.9-7% من أورام الدماغ لدى الأطفال. تشمل الأعراض عيوبًا عاطفية وبصرية وحركية ونطقية. يُستخدم كل من التصوير بالرنين المغناطيسي والتصوير المقطعي المحسوب لتشخيص بّي إن إي تي. رغم أن خطة العلاج العالمية لم تُعزز بعد، تشمل الاستراتيجيات الشائعة العلاج الكيميائي والعلاج بالأشعة للأفراد الذين تزيد أعمارهم عن 3 سنوات. مع ذلك، ما تزال فعاليتها مثيرة للجدل. يمكن استخدام الجراحة لإزالة الكتلة المتأثرة بالخلايا السرطانية. يعد مآل المرض أفضل بالنسبة للبالغين مقارنةً بالأطفال، الذين يكونون معرضين أكثر لعقابيل الورم.

## عوامل الخطر
لا ترتبط الإصابة بأورام بّي إن إي تي بالجنس، لكنها تظهر ارتباطًا بالعمر. تحدث معظم الحالات لدى الأطفال في عمر 5 سنوات تقريبًا، ويكون تكرار حدوثها منخفضًا جدًا عند البالغين. فيما يتعلق بالطفرات الجينية، لم يُحدد نمط معين من التغيرات الجينية التي تؤدي مباشرةً إلى نشوء هذا الورم. مع ذلك، أُبلغ عن وجود علاقة إيجابية بين الأفراد الذين يعانون من متلازمة لي-فراوميني مع طفرة في الجين بي53 وبّي إن إي تي. تبين أيضًا أن عددًا كبيرًا من الأفراد الذين لديهم طفرات في جين آر بي الكابت للورم أُصيبوا بهذا الورم أيضًا. يشفر هذا الجين البروتين آر بي المسؤول عن إيقاف دورة الخلية في طور النمو الأول. تشمل العوامل الأخرى المحتملة المساهمة الطفرات في البروتين الرابط لسي آر إي بي، والذي تتضمن وظيفته تنشيط عملية النسخ، ولكن، ما يزال هذا الارتباط بحاجة إلى مزيد من الدراسة. يُفترض أيضًا أن الورم قد ينشأ جراء تشعيع القحف.

## العلاج
لا يوجد إجراء موحد لعلاج أورام الأديم الظاهر العصبية البدائية. تشمل الاستراتيجيات الشائعة العلاج الإشعاعي مع تقييم المخاطر، بالإضافة إلى العلاج الكيميائي وتعويض الخلايا الجذعية. بالنسبة للمرضى الذين تقل أعمارهم عن 2-3 سنوات، لا يُستخدم العلاج بالأشعة بمجرد أن يصبحوا في مرحلة أصعب، إذ يكونون أكثر عرضة لمخاطر اضطرابات النمو. تُستخدم الفحوصات مثل تحليل السائل الدماغي الشوكي وتصوير العمود الفقري بالرنين المغناطيسي للتحقق من فعالية العلاج في منع الانبثاث.
تعتبر الجراحة طريقة للقضاء على الكتلة الورمية، إذ تكون أفضل نتيجة مترافقة مع الاستئصال الكامل للورم. بالإضافة إلى الجراحة، يمكن اتخاذ العديد من إجراءات الأمان، مثل فحوصات البول ونقل الدم والمراقبة المستمرة للضغط الشرياني. تشمل المشاكل المحتملة التي تنشأ عن الجراحة النزيف والوذمة الدماغية والخزل الشقي. عادةً ما يُجرى التصوير بالرنين المغناطيسي بعد يوم أو يومين من الجراحة للتحقق من حجم الورم المتبقي.